# Marian Śmiarowski

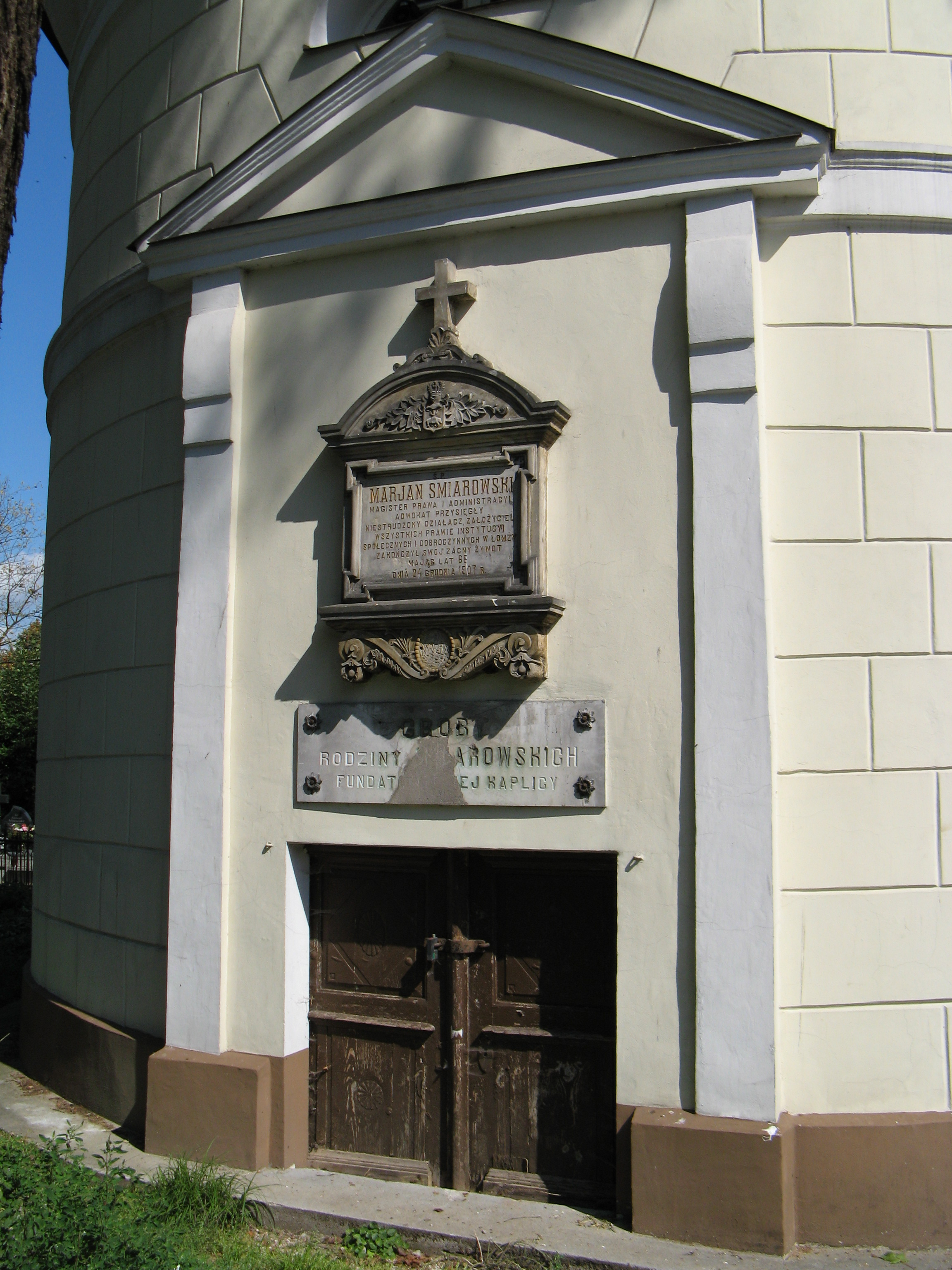
Pamiątkowa tablica wmurowana w ścianę kaplicy rodziny Śmiarowskich

Marian Śmiarowski (ur. 2 lipca 1842, zm. 24 grudnia 1907 w Warszawie) – polski prawnik, adwokat przysięgły i działacz społeczny w Łomży.

## Życiorys
Urodził się 2 lipca 1842 w rodzinie Mateusza i Leokadii z Trojanowskich. W latach 1862–66 uczęszczał do Szkoły Głównej w Warszawie; wcześniej ukończył warszawski Instytut Szlachecki (1859). Gdy zakończył swoją edukację, powrócił do Łomży jako adwokat i bardzo aktywnie wspierał lokalne inicjatywy społeczne. Dzięki pracy na rzecz społeczeństwa przyczynił się do powstania szeregu towarzystw w gubernialnej Łomży, m.in.:
- Teatr amatorski (ok. 1849),
- Towarzystwo Ochotniczej Straży Ogniowej (1879),
- Towarzystwo Dobroczynności (1882),
- Kasa Pożyczkowa Przemysłowców Łomżyńskich (1885),
- Koło Miłośników Muzyki Orkiestralnej (1895),
- Towarzystwo Kredytowe Miasta Łomży (1898).

Prezesem lub przewodniczącym części z powyższych towarzystw był sam Marian Śmiarowski, który realizował swoje plany mimo trudności. W uznaniu pracy społecznej w 1904 uhonorowany został papieskim medalem Pro Ecclesia et Pontifice. Krótko przed śmiercią przeniósł się do Warszawy, pochowany został jednak w Łomży, a jego pogrzeb miał charakter manifestacji społecznej.
Na cmentarzu Katedralnym w Łomży znajduje się kaplica ufundowana przez rodzinę Śmiarowskich, w której złożone są groby prawie wszystkich członków tej rodziny. Na południowej stronie kaplicy została wmurowana pamiątkowa tablica zawierająca nekrolog Mariana Śmiarowskiego:
Ś.P.

MARJAN ŚMIAROWSKI

magister prawa i administracyi, adwokat przysięgły,

niestrudzony działacz, założyciel wszystkich prawie instytucyi społecznych i dobroczynnych w Łomży

zakończył swój zacny żywot, mając lat 66

dnia 24 grudnia 1907 r.